# 10801 Lüneburg
10801 Lüneburg là một tiểu hành tinh vành đai chính với chu kỳ quỹ đạo là 1480.5934301 ngày (4.05 năm).
Nó được phát hiện ngày 23 tháng 9 năm 1992.